# Antonio Restelli
Antonio Maria Salvatore Restelli (* 13. Juni 1877 in Ancona; † 8. März 1945 in Mailand) war ein italienischer Bahnradsportler.
Im Jahre 1900 startete Antonio Restelli bei den Olympischen Sommerspielen in Paris im Sprint, schied im Halbfinale aus und belegte Platz fünf. 1899 und 1900 gewann er die nationale Meisterschaft im Sprint der Amateure.
1902 wurde er italienischer Meister im Sprint der Profis.